# Assemblée provinciale du Kasaï
Bureau définitif
Tshikapa
L'Assemblée provinciale du Kasaï est l'organe délibérant de la province du Kasaï, en République démocratique du Congo. Elle joue un rôle central dans la gouvernance, la législation, et le contrôle des activités exécutives au niveau provincial.

## Historique
Créée dans le cadre de la décentralisation prévue par la Constitution de 2006, l'assemblée provinciale du Kasaï constitue un pilier fondamental de l'administration provinciale.
L'institution tire ses origines des réformes administratives visant à rapprocher les centres de décision des citoyens, en réponse aux revendications pour une meilleure représentativité des provinces dans le développement national.

### Siège
Le siège de l’assemblée provinciale du Kasaï se trouve dans la ville de Tshikapa, chef-lieu de la province. L’édifice abritant l’assemblée est un bâtiment historique rénové pour répondre aux besoins modernes de la législation,.

## Corps et structure

### Membres
L'assemblée provinciale du Kasaï est composée de députés provinciaux élus au suffrage universel direct pour un mandat de cinq ans. Ces membres représentent les différents territoires et secteurs de la province. Leur nombre varie en fonction de la population de la province, conformément à la législation en vigueur,.

### Bureau de l'assemblée
Le Bureau de l'assemblée est chargé de diriger les travaux et de superviser le fonctionnement administratif de l’institution,,,,. Il est généralement composé :
- D’un président[11],
- D’un vice-président,
- D’un rapporteur,
- D’un rapporteur adjoint,
- Et d’un questeur.

Le Bureau est élu par les députés provinciaux au début de chaque législature.

### Commissions permanentes
L'Assemblée provinciale dispose de plusieurs commissions permanentes spécialisées qui assistent dans l'examen approfondi des projets et propositions de lois ainsi que dans le contrôle des actions de l'exécutif provincial. Ces commissions incluent, entre autres :
- La commission des finances,
- La commission des infrastructures,
- La commission de l’éducation et de la santé,
- Et la commission des affaires sociales et juridiques.

## Rôles et missions
L’assemblée provinciale du Kasaï a plusieurs rôles et missions :
1. Législation : Élaborer et adopter des édits (lois provinciales) adaptés aux réalités locales.
2. Contrôle : Surveiller les actions de l'exécutif provincial et veiller à la gestion transparente des ressources publiques.
3. Représentation : Servir de lien entre la population et les autorités, en exprimant les préoccupations des citoyens au niveau décisionnel.
4. Budgétisation : Approuver le budget provincial et veiller à sa mise en œuvre efficace.

## Défis et enjeux
L'assemblée provinciale du Kasaï fait face à plusieurs défis, notamment :
- Faibles moyens financiers et logistiques : L’insuffisance des ressources limite son efficacité.
- Autonomie financière et politique : La dépendance vis-à-vis du pouvoir central entrave souvent la mise en œuvre des initiatives locales[12]
- Stabilité politique : Les tensions politiques peuvent affecter la cohésion entre les membres.
- Engagement citoyen : Encourager la participation des populations aux processus législatifs reste un enjeu crucial.
- Infrastructures : Le manque d’installations modernes pour les séances plénières et les travaux des commissions demeure une contrainte importante.